# Huntersville
Huntersville é uma vila localizada no estado norte-americano da Carolina do Norte, no condado de Mecklenburg.

## Geografia
De acordo com o United States Census Bureau, a cidade tem uma área de 107 km², dos quais 106,4 km² estão cobertos por terra e 0,6 km² por água.

### Localidades na vizinhança
O diagrama seguinte representa as localidades num raio de 20 km ao redor de Huntersville.

## Demografia
Segundo o censo nacional de 2010, a sua população é de 46 773 habitantes e sua densidade populacional é de 437 hab/km².

## Marcos históricos
A relação a seguir lista as 13 entradas do Registro Nacional de Lugares Históricos em Huntersville. O primeiro marco foi designado em 1 de fevereiro de 1972 e o mais recente em 15 de dezembro de 2020.
- Albert McCoy Farm
- Benjamin W. Davidson House
- Cedar Grove (Huntersville)|Cedar Grove
- Holly Bend
- Hopewell Presbyterian Church and Cemetery
- Huntersville Colored High School
- Ingleside (Huntersville)|Ingleside
- John F. Ewart Farm
- Latta House
- Ramah Presbyterian Church and Cemetery
- Samuel J. McElroy House
- St. Mark's Episcopal Church
- Thomas and Latitia Gluyas House